# Михалевський Анатолій Васильович
Анатолій Васильович Михалевський (народився 21 лютого 1926 в селі Вільховець Звенигородського району Черкаської області — помер 21 вересня 1990) — український науковець і педагог. Першим в Україні створив математичний діафільм «Парабола в природі і техніці» та інші екранні засоби, що вийшли масовими тиражами.

## Життєпис
Народився в родині вчителів.

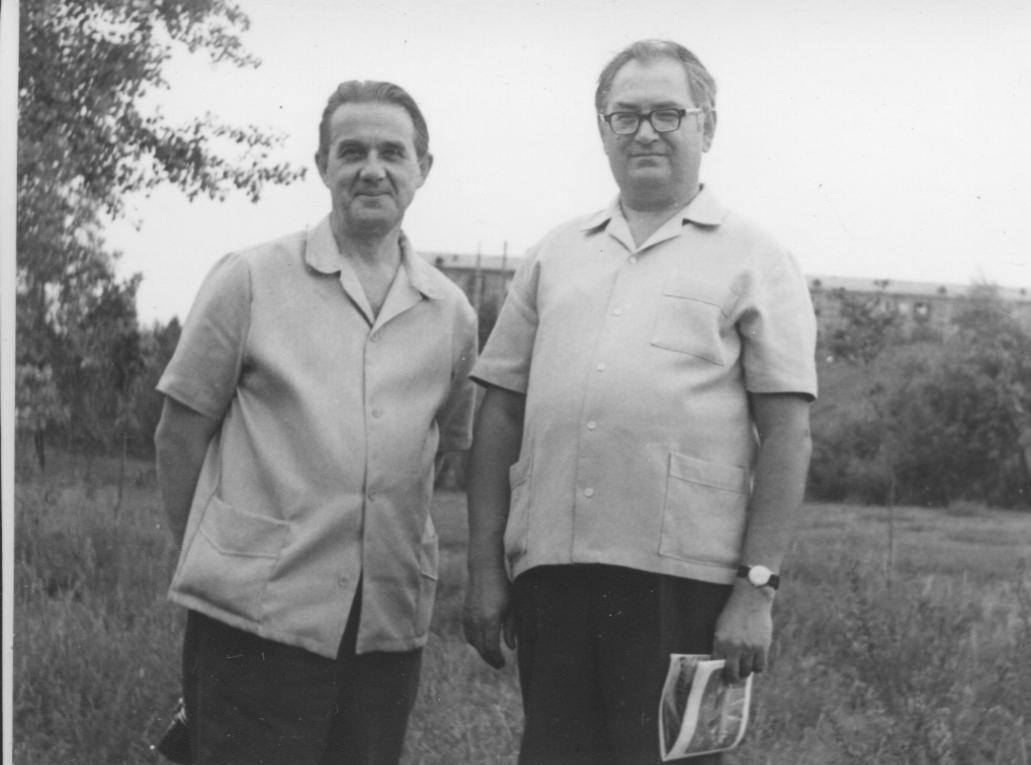
Анатолій Михалевський і Петро Хропко

У 1933 почав учитися в середній школі № 2 міста Звенигородки. Навчання перервала німецько-радянська війна.
У березні 1944 призваний до лав Червоної армії. Воював до кінця війни у складі 94 Гвардійської стрілецької ордена Суворова II ступеня Звенигородсько-Берлінської дивізії, яка входила до складу Першого та Другого Українських фронтів, а потім І-го Білоруського фронту.
Демобілізувався у жовтні 1950, продовжив навчання у 10-му класі школи робітничої молоді м. Звенигородка, яку закінчив у 1951 із золотою медаллю.
1951–1955 — навчався на фізико-математичному факультеті КДПІ імені О. М. Горького.
З 1955 — асистент кафедри елементарної математики та методики математики цього факультету.
Кандидатську дисертацію захистив у 1969 році на тему «Елементи екранізації у викладанні математики в середній школі». З лютого 1972 здобув вчене звання доцента і був обраний на посаду доцента елементарної математики та методики математики.
Більше десяти років (1972–1983) був відповідальним секретарем республіканського науково-методичного збірника «Методика викладання математики».

## Досягнення
Він першим в Україні створив математичний діафільм «Парабола в природі і техніці» і багато інших екранних засобів, що вийшли масовими тиражами.
Сформулював систему основних принципів будови мальованих кінофільмів з математики (1978). Серед його публікацій виділяються «Кодоскоп на уроках математики» (1973), «Про графічне визначення уявних коренів квадратних рівнянь» (1973), «Про методику побудови графіків складених функцій у шкільному курсі математики» (1978) та ін. Друкувався в зарубіжних математичних журналах (СФРЮ, ПНР).

## Відзнаки
За бойові і трудові заслуги нагороджений орденами Червоної Зірки, Вітчизняної війни та багатьма медалями.
Міністерство освіти СРСР нагородило його Почесною грамотою за організацію наукової роботи студентів.